# Verwaltungsgemeinschaft Lugau
Die Verwaltungsgemeinschaft Lugau ist eine Verwaltungsgemeinschaft im Nordwesten des Erzgebirgskreises im Freistaat Sachsen. Sie liegt zwischen der B 180 im Westen, der B 173 im Norden und der A 72 im Osten. Diese ist über den Anschlüsse Stollberg-Nord und Stollberg-West etwa 8 km zu erreichen. Die nördlich verlaufende A 4 ist über den Anschluss Hohenstein-Ernstthal zu erreichen. Das Gemeinschaftsgebiet liegt ca. 20 km östlich von Zwickau, ca. 18 km westlich von Chemnitz und rund 8 km nordwestlich der Stadt Stollberg/Erzgeb. Die B 180 führt durch das Gemeinschaftsgebiet. Das Gebiet liegt am Nordrand des Erzgebirges am Rand des Erzgebirgsbeckens.
Mit der Eingliederung von Erlbach-Kirchberg nach Lugau schied eine Gemeinde zum 1. Januar 2013 aus der Verwaltungsgemeinschaft aus.

## Die Gemeinden mit ihren Ortsteilen
- Lugau mit den Ortsteilen Erlbach-Kirchberg und Ursprung
- Niederwürschnitz